# Jób lázadása
Jób lázadása é um filme de drama húngaro de 1983 dirigido e escrito por Imre Gyöngyössy e Barna Kabay. Foi indicado ao Oscar de melhor filme estrangeiro na edição de 1984, representando a Hungria.

## Elenco
- Ferenc Zenthe (Jób)
- Hédi Temessy (Róza)
- Péter Rudolf (Jani)
- Léticia Cano (Ilka)
- István Verebes (Rabbi hangja)
- László Gálffi (Cirkuszos)
- Gábor Fehér (Lackó)
- Nóra Görbe (Ilka hangja)
- András Ambrus (Ügyvéd)
- Sándor Oszter (Árvaház igazgatója)
- Péter Blaskó (Fiatal szomszéd)
- Flóra Kádár